# Chile F3 Futures
Chile F3 Futures là 1 giải tennis được tổ chức trên mặt sân đất nện ngoài trời. Giải đấu được tổ chức bởi International Tennis Federation (ITF) Futures Tour. Giải thi đấu ở Santiago, Chile từ năm 1998.

## Các trận chung kết

### Đơn nam
| Năm  | Vô địch                     | Á quân                    | Kết quả             |
| ---- | --------------------------- | ------------------------- | ------------------- |
| 2010 | Cristóbal Saavedra-Corvalán | Juan Carlos Sáez          | 2-6, 7-6(3), 7-6(5) |
| 2009 | Iván Miranda                | Facundo Argüello          | 6-1, 6-1            |
| 2008 | Diego Álvarez               | Deniss Pavlovs            | 7-5, 6-2            |
| 2007 | Jonathan Gonzalia           | Miquel Pérez Puigdomenech | 6-4, 6-2            |
| 2006 | Jorge Aguilar               | Iván Miranda              | 6-1, 6-4            |
| 2005 | Damián Patriarca            | Brian Dabul               | 3-6, 6-3, 6-1       |
| 2004 | Diego Hartfield             | Marko Neunteibl           | 6-3, 6-7(7), 6-2    |
| 2003 | David Marrero               | Paul Capdeville           | 3-6, 6-3, 6-4       |
| 2002 | Carlos Berlocq              | Andrés Dellatorre         | 6-3, 6-0            |
| 2001 | Không tổ chức               | Không tổ chức             | Không tổ chức       |
| 2000 | Alexandre Simoni            | Diego Moyano              | 4-6, 7-6(2), 6-0    |
| 1999 | Paulo Carvallo              | Óscar Bustos              | 6-3, 6-4            |
| 1998 | Fernando González           | Enzo Artoni               | 6-1, 6-2            |

### Đôi nam
| Năm  | Vô địch                                 | Á quân                                                | Kết quả             |
| ---- | --------------------------------------- | ----------------------------------------------------- | ------------------- |
| 2010 | Guillermo Hormazábal Rodrigo Pérez      | Guillermo Rivera-Aranguiz Cristóbal Saavedra-Corvalán | 7-6(5), 6-3         |
| 2009 | Guillermo Rivera-Aranguiz Rodrigo Pérez | Mauricio Doria-Medina Federico Zeballos               | 6-7(6), 6-3, [10-6] |

## Liên kết khác
- ITF search Lưu trữ ngày 12 tháng 2 năm 2010 tại Wayback Machine